# Sidney Fox
Sidney Fox, geboren als Sidney Leiffer (New York, 10 december 1910 - Hollywood, 14 november 1942) was een Amerikaans actrice.
Fox maakte haar filmdebuut met een hoofdrol tegenover Bette Davis en Humphrey Bogart in The Bad Sister (1931). Haar meest bekende rol is waarschijnlijk die van Mlle. Camille L'Espanaye in Murders in the Rue Morgue (1932). Fox' carrière duurde niet lang. Down to Their Last Yacht (1934) werd haar laatste film.
Fox stierf in 1942 aan een overdosis pillen op 31-jarige leeftijd. Of dit zelfmoord is, is niet zeker. Haar overlijdensreden werd vastgesteld als een ongeluk.

## Filmografie
- 1931:The Bad Sister
- 1931:Six Cylinder Love
- 1931:Strictly Dishonorable
- 1932:Nice Women
- 1932:Murders in the Rue Morgue
- 1932:The Mouthpiece
- 1932:Once in a Lifetime
- 1932:Merry-Go-Round
- 1933:Don Quixote
- 1933:The Merry Monarch
- 1933:The Adventures of King Pausole
- 1934:Midnight
- 1934:School for Girls
- 1934:Down to Their Last Yacht

- Biblioteca Nacional de España: XX1749702
- Bibliothèque nationale de France: cb14178502b (data)
- Gemeinsame Normdatei: 1061938417
- International Standard Name Identifier: 0000 0004 3498 4482
- Library of Congress Control Number: n88051342
- Istituto Centrale per il Catalogo Unico: RAVV683159
- SNAC: w6hc1xs4
- Virtual International Authority File: 289022674